# Baudonvilliers
Baudonvilliers ist eine französische Gemeinde mit 377 Einwohnern (Stand 1. Januar 2022) im Département Meuse in der Region Grand Est. Sie gehört zum Arrondissement Bar-le-Duc und zum Kanton Ancerville. 
Die Gemeinde grenzt im Nordosten an L’Isle-en-Rigault, im Südosten an Sommelonne, im Südwesten an Chancenay und im Nordwesten an Trois-Fontaines-l’Abbaye.

## Geschichte
Bis zum Ende des Ancien Régime gehörte der Ort dem Kloster Trois-Fontaines.

## Bevölkerungsentwicklung
| Jahr      | 1962 | 1968 | 1975 | 1982 | 1990 | 1999 | 2008 | 2019 |
| --------- | ---- | ---- | ---- | ---- | ---- | ---- | ---- | ---- |
| Einwohner | 148  | 146  | 142  | 461  | 483  | 461  | 439  | 378  |

## Sehenswürdigkeiten

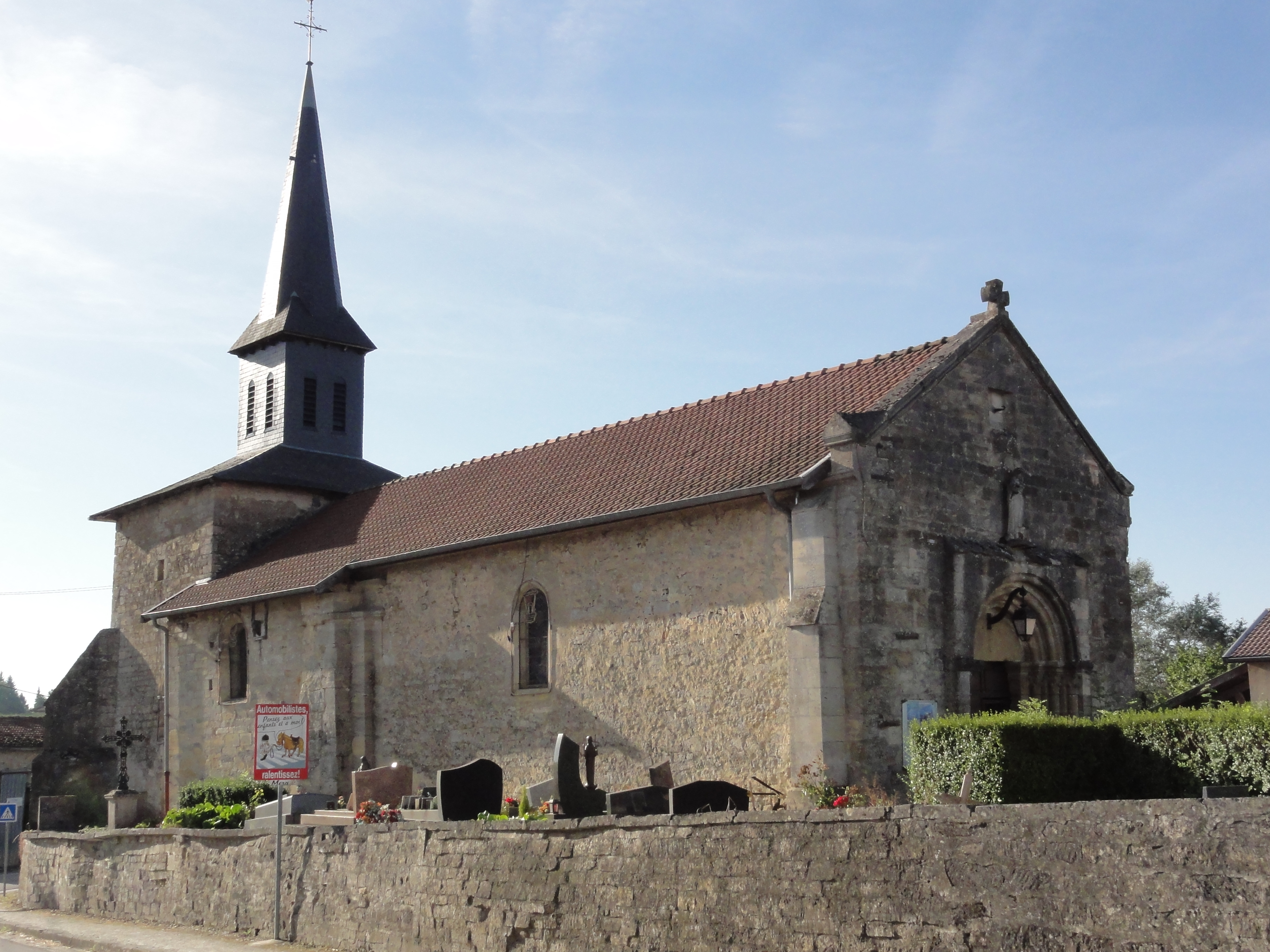
Kirche Sainte-Marguerite

- Kirche Sainte-Marguerite
- Oratorium